# 阿蘇登山道路
阿蘇登山道路（あそとざんどうろ）は、熊本県の阿蘇山にある道路。かつては日本道路公団が管理する有料道路だった。

## 概要

### 計画・建設
もともとは熊本県によって建設が開始された。国の特定道路整備事業貸付を主な財源として、1954年度に完成予定であった。その後、道路建設促進のために1956年（昭和31年）に日本道路公団が設立され、阿蘇登山道路の工事も同年8月1日に県から公団へ引き継がれた。1957年（昭和32年）10月6日に坊中と山上間の15.3kmが供用開始された。

### プール制と無償化
高度経済成長に伴う自家用車の普及により、阿蘇登山道路の利用者は当初の計画を大きく上回った。1960年度実績で予定収入に対して139%の実績を記録し、建設費の償還と無料化も当初予定の1977年から大幅に前倒しされると予測された。
しかし阿蘇登山道路が無料化することで、1965年に開通した阿蘇山観光有料道路の利用者が減少し経営が困難になるとの危惧から、両者をプール制で運営し同時に償還する方法が検討された。結局阿蘇登山道路は1970年（昭和45年）7月1日に熊本県企業局に引き継がれた。
2000年（平成12年）4月8日から無料となり、熊本県道111号阿蘇吉田線及び熊本県道298号阿蘇公園下野線として、熊本県が管理している。無料化後の道路の愛称は、阿蘇パノラマラインとよばれている。